# Rudolf Uličný
Rudolf Uličný je slovački trener u hokeju na ledu. Bio je izbornik Hrvatske.
Njegov rad s hrvatskim hokejašima datira od početka 2000-ih, kada je također radio s reprezentacijom, kao pomoćni trener Svatopluku Košíku. 
2000. je uveo Hrvatsku u viši razred, a 2001. na svjetskom prvenstvu hrvatska je zadržala status u višem razredu, Diviziji I.
Nakon 2001. i Hrvatske, Uličný je vodio slovački klub Dynamax Nitru sve do konca studenog 2006., kada je smijenjen zbog lošijih rezultata u prvenstvu.
7. prosinca iste godine je opet preuzeo Hrvatsku, pred SP u hokeju na ledu divizije II 2007.
Od ostalih klubova i reprezentacija vodio je slovačku reprezentaciju do 20 godina, Slovan, Duklu i Martin.